# Agelaos (Sohn des Oineus)
Agelaos (altgriechisch Ἀγέλαος Agélaos) ist in der griechischen Mythologie der Sohn von Althaia und Oineus, dem König von Kalydon. Sein Bruder ist Meleagros. 
Als nach der Jagd auf den Kalydonischen Eber die Kureten Anspruch auf den Kopf und das Fell des Tieres erheben, kommt es zum Kampf mit den Kalydoniern, in dessen Verlauf Agelaos getötet wird.